# زخرط صغير الأزهار
الزخرط صغير الأزهار أو الغاجية صغيرة الأزهار (باللاتينية: Gagea micrantha) نوع نباتي يتبع جنس الزخرط من الفصيلة الزنبقية.

## الموطن والانتشار
النبات متوطن في بلاد الشام.